# Herbert Reichner
Herbert Reichner (geboren 8. März 1899 in Wien; gestorben 6. November 1971 in Stockbridge, Massachusetts) war ein österreichischer Verleger und Antiquar. 

## Leben und Wirken

Buchausgabe von James Hiltons Der verlorene Horizont unter dem Titel Irgendwo in Tibet erschienen 1937 im Reichner-Verlag

Reichner war bis zum Anschluss Österreichs Verleger von Stefan Zweigs Werken, ferner verlegte er Werke von Alexander Lernet-Holenia, Alexander Jakowlew, Katherine Mansfield und die Erstausgabe von Elias Canettis Roman Die Blendung. Reichner übernahm 1934 die Bücher Stefan Zweigs, die bis dahin im Insel-Verlag erschienen waren, darunter Marie Antoinette. Bildnis eines mittleren Charakters (1938), Joseph Fouché. Bildnis eines politischen Menschen, Drei Meister: Balzac. Dickens. Dostojewski (unter dem neuen Titel Baumeister der Welt, 1936), Begegnungen mit Menschen, Büchern, Stàdten (1937) und Magellan. Der Mann und seine Tat (1938).
In seinem 1925 gegründeten Verlag erschienen aufwendig gestaltete Werke zu Musik, Literatur und Geschichte, etwa Willi Reichs Biografie (1937) Alban Berg. 1936 verhalf Stefan Zweig Hermann Broch nach der Ablehnung durch den Zsolnay-Verlag dazu, dass dessen Essay James Joyce und die Gegenwart bei Reichner erscheinen konnte.  Mitte der 1930er-Jahre stand Reichner mit seinem Verlag unter Druck, da der vor allem wegen Zweig im Deutschen Reich als „Judenverlag“ galt. 1936 kam es zu einer Blitzbeschlagnahmung des Verlagsdepots in Leipzig. 
Ferner verlegte er von 1928 bis 1936 in Wien die Bibliophilen-Zeitschrift Philobiblon. Zeitschrift für Bücherfreunde. Ab 1938 wurde sie vom völkisch verankerten Rudolf M. Rohrer Verlag übernommen und fortgeführt. Herbert Reichner und sein Verlag zählten zu den Gegnern des NS-Regimes und Lieferanten der Bücherverwertungsstelle. Im Bewusstsein, dass als Jude sein Leben in Gefahr war, floh er mit seiner Frau noch am 13. März 1938 in die Schweiz, wo sein Verlag eine Niederlassung hatte, und 1939 in die USA.
Hier wandte er sich wieder dem Antiquariatsbuchhandel zu und eröffnete ein Geschäft in Stockbridge (Massachusetts).

## Publikationen (Auswahl)
- Buchkunst der Gegenwart: Buch- u. Schriftwesen; Mit Zeittafeln zur Geschichte des schönen Buches von 1880 bis 1923 [Katalog] W. Braumüller Sohn, Wien 1924.
- (Hrsg.): E. R. Weiss zum fünfzigsten Geburtstage. 12. Oktober 1925. Insel Verlag; Bauersche Giesserei; S. Fischer, Leipzig 1927.
- Die Druckerkunst in den Vereinigten Staaten von Nordamerika. Bibliotheca Bibliographica No. 1. Wien 1927.
- Vik, Frantisek: Lob der edlen Kunst, (Buch-Druckerey), (Prag) für den Verlag Herbert Reichner gesetzt von der Privatpresse Jaroslav Picka, gedruckt von Industriedruckerei Prag, 1933. 1. Ausgabe, mit Holzschnitten v. Frantisek Vik, von diesem auch signiert
- mit S. C. Cockerell (Hrsg.): The Kelmscott Press: 1891 to 1898: A Note By William Morris on His Aims in Founding the Kelmscott Press. Together With a Short History and Description of the Press By S. C. Cockerell. Central School of Arts & Crafts / Herbert Reichner, London / Vienna (Wien) 1934.
- Great Thinkers: Portraits and Books – From Albertus Magnus to Albert Einstein. H. Reichner, 1944.